# Anterhynchium flavomarginatum
Anterhynchium flavomarginatum är en stekelart som först beskrevs av Smith 1852.  Anterhynchium flavomarginatum ingår i släktet Anterhynchium och familjen Eumenidae.

## Underarter
Arten delas in i följande underarter:
- A. f. amamense
- A. f. curvimaculatum
- A. f. flavonigrans
- A. f. formosicola
- A. f. hanedai
- A. f. insulicola
- A. f. koreanum
- A. f. micado
- A. f. procella
- A. f. silvaticum
- A. f. sulphreum
- A. f. townesi
- A. f. tsushimarum
- A. f. umenoi
- A. f. papuanum